# Trite planiceps
Trite planiceps is een spinnensoort in de taxonomische indeling van de springspinnen (Salticidae). Het is een van de 150 soorten springspinnen die voorkomt op Nieuw-Zeeland. 
Het dier behoort tot het geslacht Trite. De wetenschappelijke naam van de soort werd voor het eerst geldig gepubliceerd in 1899 door Eugène Simon.

## Gedrag
De Trite planiceps jaagt in het donker, in tegenstelling tot andere springspinnen, die doorgaans op hun uitstekende zicht vertrouwen. Ook bouwen ze geen schuilplaats. Een mannetje en vrouwtje paren in een opgerold blad van Phormium tenax, een soort vlas dat op Nieuw-Zeeland groeit, dat grote bladeren van wel een meter lengte heeft. Het mannetje en vrouwtje zijn enkele dagen samen rond de paring, en communiceren dan met signalen die ze met de poten doorgeven. De vrouwtjes leggen maximaal zeven legsels met ieder 8 tot 40 eitjes, waarbij ieder legsel in een eigen omhulsel is verpakt, die zijn gevormd van zijdeachtige cocons.